# Breutelia chrysea
Breutelia chrysea är en bladmossart som beskrevs av Georg Friedrich von Jaeger 1875. Breutelia chrysea ingår i släktet gullhårsmossor, och familjen Bartramiaceae. Inga underarter finns listade i Catalogue of Life.